# Mansi Barberis
Clemansa (Mansi) Barberis-Plăcințeanu (Iași (regió de Moldàvia), 12 de març, 1899 - Bucarest (Romania), 11 d'octubre, 1986), va ser una compositora, cantant (soprano), violinista (tocat sota la batuta de George Enescu), violista, professora universitaria de cant als Conservatoris de Iași (1934-1950) i Bucarest (1951-1956) i a l'Institut de Teatre "I. L. Caragiale" de Bucarest.

## Biografia
Mansi Barberis era filla de l'enginyer Giuseppe (Iosif) Barberis i Marguerite Cazaban. Aquesta última era descendent d'una antiga família franco-italiana establerta a Moldàvia, que va donar lloc a personalitats del món artístic romanès, com l'actor Jules Cazaban, l'escriptor Alexandru Cazaban, l'escultor Ion Irimescu, la compositora Rodica Suțu, etc. Mansi Barberis estava casada amb el metge cirurgià Gheorghe Plăcințeanu, amb qui va tenir dos fills: la directora Sorana Coroamă-Stanca i el cirurgià ortopèdic Gheorghe (Ginel) Plăcințeanu. Mansi Barberis va morir a Bucarest l'11 d'octubre de 1986.
Mansi Barberis es va graduar al Conservatori de Iași el 1922. Es va especialitzar a Berlín, estudiant harmonia, contrapunt, formes musicals, orquestració amb Wilhelm Klatte, professor del Conservatori Stern i cant amb Lula Mysz-Gmeiner de la Hochschule. A part de les classes reals, va participar en concerts dirigits per Furtwängler, Kabasta, Wagner, Karl Böhm, Bruno Walter. Després de dos anys d'estudis a Berlín, Mansi Barberis va marxar a París, fent cursos a la Schola Cantorum, amb Vincent d'Indy (composició, direcció) i al "Conservatoire National", amb el tenor Gabriel Paulet (cant), Noël Gallon (composició) i Vanni Marcoux (direcció d'òpera). En el període d'entreguerres, Mansi Barberis tornaria periòdicament a París, però també s'especialitzaria a Viena, prenent classes amb Marck von Neusser (cant) i Joseph Marx (composició).

## Obra
Entre les seves composicions, esmentem: sonates per a piano i violí; lieds (els cicles Destin de poet, sobre versos d'Eminescu i Itinerar dacic, sobre els versos del seu gendre, Dominic Stanca), cors; Suite Pastoral I per a orquestra simfònica, en 4 parts (emesa per Ràdio Viena el 16 de setembre de 1937, interpretada per l'Orquestra Simfònica de Viena, dirigida per Max Schönherr); el poema simfònic Visions; simfonies; les òperes Kera Duduca (1963; emesa a la televisió romanesa, als anys 70), Apus de soare (estrenada el 30 de desembre de 1967, a l'Òpera Romanesa de Bucarest), Domnița din defartări, basada en La princesse lointaine d'Edmond Rostand (estrenada el 1976, a l'Òpera de Iași), The Caruța cu paiațe (estrena el 1982, a l'Òpera de Iași); música escènica (per El mercader de Venècia de Shakespeare, la sèrie de televisió Musatinii, dirigida per la seva filla, Sorana Coroamă-Stanca, etc.). Membre de la Societat de Compositors Romanesos (des de 1935) i després de la Unió de Compositors Romanesos. Guanyador del premi George Enescu (1925, 1934, 1941) i guardonada amb l'Orde del Mèrit Cultural (1969). Les seves obres s'han representat a Itàlia, Suïssa, Holanda, Alemanya, Gran Bretanya. Va publicar el llibre de records "De l'alba al capvespre" (converses amb Melania Munteanu), que després va ser traduïda a l'italià per cura del seu besnét Vlad Coroama.
- Itinerar dacic (1976) amb lletra de Dominic Stancu
- Destin de poet (1981) amb lletra de Mihai Eminescu
- Kera Duduca (1963) òpera
- Apus de soare (Sunset) (1961) òpera
- Rondelurile rozelor (1982) amb lletra d'Alexandru Macedonski[6]